# Hundred Miles
Hundred Miles is een nummer van het Spaanse dj-collectief Yall uit 2015, ingezongen door de Amerikaans-Spaanse zangeres Gabriela Richardson.
"Hundred Miles" draagt een boodschap van persoonlijke vrijheid uit. De tekst benadrukt de kracht en vastberadenheid die nodig zijn om obstakels te overwinnen, en moedigen luisteraars aan om los te komen van het alledaagse en aan hun eigen persoonlijke reis te beginnen. Het nummer werd in een aantal Europese landen een hit en behaalde een top 10-notering in Spanje, Frankrijk en Wallonië. In Spanje, het thuisland van Yall, bereikte het de 7e positie. Het succes wist niet over de waaien naar Nederland, maar in de Vlaamse Ultratop 50 deed de plaat het wel goed met een 16e positie.

## Muziekdownload
- Muziekdownload

1. "Hundred Miles" - 2:52